# Schattbachalm (Bad Hofgastein)
Die Schattbachalm ist eine Alm in der Marktgemeinde Bad Hofgastein im österreichischen Bundesland Salzburg.

## Lage und Charakteristik
Die Schattbachalm liegt an den nordwestlichen Berghängen des Zitterauer Tischs in der Goldberggruppe. Sie gehört zur Ortschaft Anger und zur Katastralgemeinde Vorderschneeberg. Der namensgebende Schattbach, ein rechtsseitiger Nebenbach des Angerbachs, fließt westlich des Areals. Südlich und westlich der Alm wachsen bodensaure Fichtenwälder. Im Südosten gedeiht ein Grünerlen-Buschwald.
Auf der Schattbachalm werden im Sommer Rinder gehalten und Käse hergestellt. Eine Almhütte steht auf einer Höhe von 1683 m ü. A. Sie wird witterungsabhängig von Anfang Juli bis Anfang September als Jausenstation betrieben. Hier werden Produkte aus eigener Erzeugung verkauft. Auf Anfrage sind Übernachtungen möglich. Über die Schattbachalm führen die Weitwanderwege Rupertiweg und Salzburger Almenweg. Außerdem endet hier eine Mountainbikestrecke, die im Ortszentrum von Bad Hofgastein beginnt. Die Rotwild-Ruhezone Schattbachalm darf von 1. November bis 31. Mai nicht betreten werden.

## Geschichte
Im von 1823 bis 1830 erstellten Franziszeischen Kataster ist die Alm als Schaadbachalpe mit zwei Gebäuden verzeichnet. Eine weitere frühere Bezeichnung ist Bockfeld-Niederalm. Die Sektion Hofgastein des Deutschen und Österreichischen Alpenvereins legte im Sommer 1923 neue Sommer- und Wintermarkierungen auf dem Weg von Hofgastein über das Angertal und die Schattbachalm zur Kleinen Bockhartscharte an. Im Jahr 1998 wurde die alte Almhütte abgerissen und neu erbaut.